# توما اورتل
توما اورتل (فرانسوی: Thomas Heurtel‎؛ زادهٔ ۱۰ آوریل ۱۹۸۹) بازیکن بسکتبال اهل فرانسه است.
از باشگاه‌هایی که در آن بازی کرده‌است می‌توان به باشگاه ورزشی افس پیلسن، باشگاه بسکتبال بارسلونا، و الان بیرنایس اشاره کرد.
وی در مسابقات کشوری و بین‌المللی در مجموع برندهٔ ۱ مدال طلا، ۲ مدال نقره، ۱ مدال برنز شده‌است.